# Comitato Olimpico Nazionale e Sportivo delle Isole Cook
Il Comitato Olimpico Nazionale e Sportivo delle Isole Cook (noto anche come Cook Islands Sports and National Olympic Committee in inglese) è un'organizzazione sportiva cookese, nata nel 1986 a Rarotonga, Isole Cook.
Rappresenta questa nazione presso il Comitato Olimpico Internazionale (CIO) dal 1986 ed ha lo scopo di curare l'organizzazione ed il potenziamento dello sport nelle Isole Cook e, in particolare, la preparazione degli atleti cookesi, per consentire loro la partecipazione ai Giochi olimpici. L'associazione, inoltre, fa parte dei Comitati Olimpici Nazionali d'Oceania.
L'attuale presidente del comitato è Tekaotiki Matapo, mentre la carica di segretario generale è occupata da Rosaline Blake.